# Порномультфильм
Мультипликационная порнография — изображение иллюстрированных или анимированных вымышленных мультипликационных персонажей в эротических или сексуальных ситуациях. Анимационная порнография (эротическая анимация) относится к более крупному направлению, анимации для взрослых, не все подгруппы и примеры которой являются явно и откровенно сексуально-тематическими или эротическими.
Поскольку исторически большинство мультфильмов создавалось для детской и всевозрастной аудитории, порнография в мультфильмах иногда подвергалась критике и дополнительному контролю по сравнению с обычными эротическими фильмами или фотографиями. В некоторой степени в Японии порноанимация является обычной и распространённой, так как относится к развлекательному жанру, который за пределами Японии обычно называют хентаем.

## История
Один из самых ранних примеров эротической анимации — The Virgin with the Hot Pants, фильм, начинающийся анимированными эпизодами: в первом из них  самостоятельный пенис с яичками преследует обнаженную женщину и занимается сексом с ней, во втором — мышь сексуально проникает в кошку . Другой ранний пример — Eveready Harton in Buried Treasure, 6,5-минутный немой чёрно-белый анимационный фильм, созданный в 1928 году тремя американскими анимационными студиями для частной вечеринки. В нём человек с большим, постоянно эрегированным пенисом, постоянно попадает в различные злоключения с другими персонажами и сельскохозяйственными животными, а также его пенис отсоединяется и действует автономно.
Порношик, во время которого мейнстримные кинематографисты и киноискусство осторожно экспериментировали с сексуально откровенным материалом с полностью проработанными сюжетами и сюжетными линиями, также продемонстрировал некоторое возобновление интереса к подобной эротической анимации. Примерами являются Out of an Old Man’s Head (1968) Пера Олина (Per Åhlin) и Таже Даниельссона (Tage Danielsson), Tarzoon: Shame of the Jungle (1975) Пиши (Picha) и Бориса Шульцингера (Boris Szulzinger), Historias de amor y masacre (1979) Джорджа Амороса (Jorge Amorós). В 1972 году мультипликатор Ральф Бакши снял Приключения кота Фрица (по мотивам комикса Роберта Крамба) —  первый анимационный фильм, получивший в США рейтинг X (не рекомендуется смотреть людям до 17 лет). Итальянский фильм Карлик и ведьма (выпущенный на английском языке как Король Дик, англ. King Dick, 1973) — средневековая фэнтезийная история, полностью выполненная рисованной анимацией. Once Upon a Girl (1976) показывает игру актёров со вставками эпизодов порнографических версий известных сказок. Animerama — серия анимационных эротических фильмов, начатых Осаму Тэдзукой: Senya Ichiya Monogatari (1969), Cleopatra (1970) и Kanashimi no Belladonna (1973).
С 1980-х годов эротика стала популярным жанром анимации в Японии. Эротические японские аниме — некоторые основаны на эротической манге, другие представляют собой OVA — показывают сексуально возбуждающие и откровенные сексуальные сцены (см. также хентай).
В начале XXI века мультипликаторы начали использовать для эротического материала цифровые анимационные технологии. В 2000 году Playboy TV начали выпуск эротического антиутопического научно-фантастического сериала Dark Justice, в котором использовалась 3D-анимация (вышло 20 серий). В 2001 году мультипликатор Джо Филлипс выпустил The House of Morecock, комедийный эротический полнометражный фильм для гомо- и бисексуальной мужской аудитории, снятый с использованием цифровой 2D-анимации.
Короткометражный фильм 2006 года Sex Life of Robots («Сексуальная жизнь роботов») обратился к традиционной технике кукольной мультипликации, чтобы изобразить воображаемую сексуальную деятельность живых роботов.
Анимированный контент стал популярным на порнографических видеосервисах, которые иногда сообщают, что такие термины, как «аниме», «хентай», и «мультфильм», обычно ассоциирующиеся с анимацией, попадают в топ поисковых запросов.

## Правовой статус
Правовой статус порноанимации отличается в разных странах. Кроме того, что порномультфильмы имеют стандартный правовой статус порнографии, многие из них изображают потенциально несовершеннолетних персонажей, занимающихся сексом. Одной из основных причин этого может быть множество мультфильмов с главными героями, не являющимися взрослыми. Порномультфильмы не всегда изображают несовершеннолетних во время секса или в сексуальной обстановке, но если они это делают, то могут подпадать под юрисдикцию законов, касающихся детской порнографии. Изображения уже существующих персонажей теоретически могут нарушать закон об авторском праве независимо от ситуации, в которой показаны персонажи.